# Théodore Nève
Théodore Nève (Gante, 3 de julio de 1879—Sint-Andries, 27 de marzo de 1963), de nombre secular Jean-Baptiste Marie Joseph Jules Corneille Nève, fue un monje benedictino belga, fundador de la Congregaciones de la Anunciación (rama masculina y femenina) y de las Hermanas Benedictinas Misioneras de Betania.

## Biografía
Théodore Nève nació en Gante el 3 de julio de 1879, en el seno de una familia de nobles. Realizó sus estudios primarios en Lovaina. En la Universidad de Lovaina sacó el título de Filosofía. Ese mismo año ingresó a la abadía de Maredsous, de la Congregación de Beuron. En 1901 hizo su profesión simple y fue enviado a Roma, para estudiar Teología en la Pontificio Instituto San Anselmo. En 1904, regresó a su monasterio para la profesión de sus votos solemnes. Al año siguiente fue ordenado sacerdote. En la Pascua de 1906, al finalizar los estudios teológicos, pidió el cambio de la Congregación de Beurón a la Congregación de Van Caloen, destinada a las misiones monásticas en Brasil y recientemente establecida. Este cambio fue visto por sus compañeros de Maredsous como un acto de traición. Fue elegido prior del monasterio de St. André en Brujas. Permaneció en dicho cargo de 1908 a 1912. Durante su este periodo consiguió la administración de la prefectura apostólica de Katanga en Congo.
El fundador de la congregación, Gerard van Caloen, le nombró, en 1912, abad de St. Andrés, cargo que desempeñó por más de cincuenta años, hasta su muerte (1963). Durante su gobierno fundó la Congregación Benedictina de la Anunciación (belga), la rama femenina de esta (conocidas hoy como Benedictinas de la Reina de los Apóstoles) y la Congregación de Hermanas Benedictinas Misioneras de Betania, para la ayuda de la obra misionera en África. En 1929, fundó la primera casa en China y en 1955 en Estados Unidos. De 1935 a 1955 fue abad presidente de la Congregación belga. Presidió la restauración del monasterio polaco de Tyniec (1939) y la fundación del priorato africano de Kansenia. En 1962 fundó el primer monasterio de la congregación en India. El 27 de marzo de 1963 murió en el monasterio de Lovaina.